# NGC 386
NGC 386 (другие обозначения — MCG 5-3-57, 4ZW 38, ZWG 501.88, Z 0104.8+3205, ARAK 27, VV 193, NPM1G +32.0045, ARP 331, PGC 3989) — эллиптическая галактика (E3) в созвездии Рыбы.
Джон Дрейер описывал её «значительно слабая, маленькая, круглая».
По оценкам, расстояние до Млечного Пути 229 миллионов световых лет, диаметр около 75 000 световых лет.
Вместе с галактиками NGC 375, NGC 379, NGC 380, NGC 382, NGC 383, NGC 384, NGC 387 и NGC 388 перечислены в Атласе Arp под символом Arp 331.
Он был открыт ирландским инженером Биндоном Бладом Стоуни в 1850 году.
Этот объект входит в число перечисленных в оригинальной редакции «Нового общего каталога».
Галактика NGC 386 входит в состав группы галактик NGC 452. Помимо NGC 386 в группу также входят ещё 26 галактик.